# 梅尼勒栋克尔
梅尼勒栋克尔（法語：Mesnil-Domqueur，法語發音：[menil dɔ̃kœʁ]）是法国上法蘭西大區索姆省的一个市镇，属于阿布维尔区。

## 地理
梅尼勒栋克尔（50°8'9"N, 2°4'15"E）面积3.49 平方千米，位于法国上法蘭西大區索姆省，该省份为法国北部沿海省份，北起加来海峡省和北部省，西接滨海塞纳省和大西洋英吉利海峡，南至瓦兹省，东临埃纳省。
与梅尼勒栋克尔接壤的市镇（或旧市镇、城区）包括：栋克尔、博梅斯、克拉蒙、栋莱热隆维莱尔、弗朗叙、迈松罗朗。
梅尼勒栋克尔的时区为UTC+01:00、UTC+02:00（夏令时）。

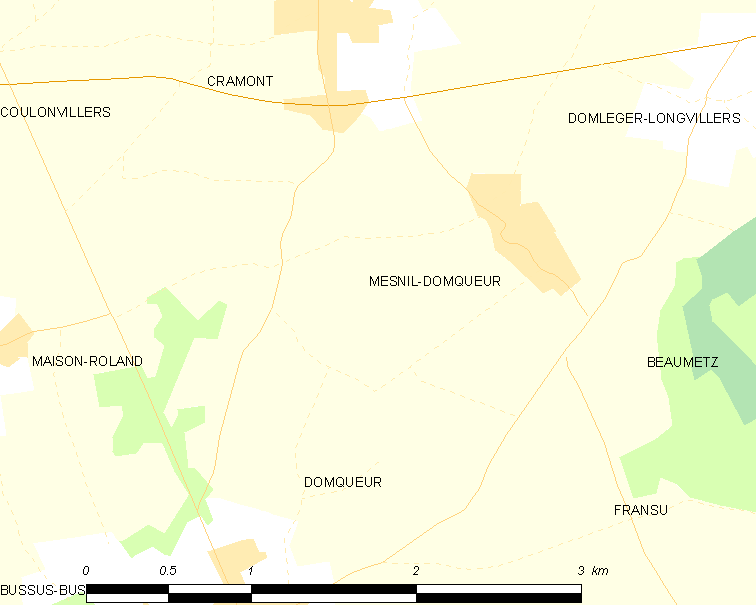
梅尼勒栋克尔的OSM定位图

## 行政
梅尼勒栋克尔的邮政编码为80620，INSEE市镇编码为80537。

## 政治
梅尼勒栋克尔所属的省级选区为吕镇县。

## 人口

1962-2008年间梅尼勒栋克尔人口变化图示

梅尼勒栋克尔于2022年1月1日时的人口数量为89人。